# صالح بن معيض الغامدي
صالح بن معيض الغامدي (ولد عام 1376هـ/1956م في الباحة) أكاديمي وكاتب وباحث سعودي متخصص في دارسة أدب السيرة الذاتية، عمل أستاذاً للأدب في قسم اللغة العربية، بجامعة الملك سعود بالرياض. صدر له عدد من المؤلفات في مجال السيرة الذاتية من بينها كتاب «كتابة الذات: دراسات في السيرة الذاتية».

## التعلّم والعمل

### التعليم
- حصل على درجة البكالوريوس في الآداب والتربية من جامعة الملك سعود عام 1398هـ/1979م.
- حصل على درجة الماجستير في الآداب من جامعة إنديانا بالولايات المتحدة الأمريكية عام 1984م.
- حصل على درجة الدكتوراه في الأدب العربي والمقارن من جامعة إنديانا بالولايات المتحدة الأمريكية عام 1989م.

### العمل
- عمل في قسم اللغة العربية وآدابها برتبة أستاذ.
- تولى رئاسة قسم اللغة العربية وآدابها في جامعة الملك سعود لفترتين، الأولى: بين عامي 1420-1424هـ، والثانية: بين عامي 1429-1433هـ
- عين عميداً لكلية الآداب في جامعة الملك سعود بداية عام 1433هـ/ 2012م.[2]
- عضو مجلس كلية الآداب بجامعة الملك سعود للعام الدراسي 1418-1419هـ.
- عضو مجلس البحوث في كلية الآداب بجامعة الملك سعود منذ عام 1426هـ.
- عضو هيئة التحرير في مجلة جامعة الملك سعود (الآداب) 1425هـ لمدة عامين.
- عضو كرسي عبد العزيز المانع بقسم الله العربية بجامعة الملك سعود.
- أستاذ كرسي الأدب السعودي بجامعة الملك سعود 1432هـ.[3][4]

## إسهاماته الثقافة
- كتابة مداخل للموسوعة العربية العالمية، كما شارك في أعمال التحرير والترجمة.
- عضو اللجنة العلمية لموسوعة القيم ومكارم الأخلاق والتحكيم فيها.
- التعاون مع المركز الوطني للقياس والتقويم.
- رئيس اللجنة الثقافية لمعرض الرياض الدولي للكتاب 1430-1431هـ.
- عين مديراً لمعرض الرياض الدولي الكتاب عام 1433هـ/ 2011.[5]
- عضو جمعية اللغات والترجمة السعودية.
- عضو مجلس إدارة نادي الرياض الأدبي 1432هـ - 1439هـ.
- عمل مستشاراً غير متفرغ في كل من: مؤسسة النقد السعودي، ووزارتي التربية والتعليم والثقافة والإعلام.[6]
- رأس كرسي الأدب السعودي في جامعة الملك سعود (1433-1443هـ).[7]

## المؤلفات
| الكتاب                                        | التاريخ | المصدر                            |
| --------------------------------------------- | ------- | --------------------------------- |
| كتابة الذات: دراسات في السيرة الذاتية         | 2013    | [ 8 ]                             |
| سلطة المعنى: مراجعات نقدية                    | 2013    | [ 9 ]                             |
| السيرة الذاتية في الأدب السعودي: دراسات نقدية | 2012    | بالاشتراك مع د. عبد الله الحيدري. |
| تغريدات في السيرة الذاتية                     | 2023    | [ 7 ]                             |

## أبحاثه
- إشكالية قصيدة النثر في السعودية، نادي أدبي جدة، ج52، مج13، 2004م.
- سيرة ذاتية ارواية السعودية، عالم الكتب، مج28، ع 1-2، 1427هـ/2006م.
- غواية البوح: قراءة في الجوانب الشكلية لرواية بنات الرياض، دورية العقيق، النادي الأدبي، المدينة المنورة، مج34، ع67-68، 2009م.
- الكرم المستحيل: قراءة جديدة في قصيدة الحطيئة "وطاوي ثلاث"، مجلة الدارة، ع4، السنة 20، 1995م.
- مخاتلة العزلة: قراءة في رسائل حمزة شحاتة، النادي الأدبي بجدة، علامات، ج609، 2006م.
- مصادر السيرة الذاتية في الأدب العربي القديم، النادي الأدبي، بجدة، علامات، ج7، مج2، 1993م.
- ملاحظات حول السرقة والتناص، النادي الأدبي بجدة، علامات، ج2، مج1، 1414هـ/1991م.
- منحى الكلاعي في نقد الشعر، مجلة جامعة الملك سعود (الآ\داب)، (2) 1995م.
- نقد السيرة الذاتية في المملكة العربية السعودية، مجلة الدراسات العربية، كلية دار العلوم بالقاهرة، إصدا خاص، يناير 2008م.[10]

## التكريم
كرمته الجزيرة الثقافية بتخصيص ملف عنه في عددها الصادر في سبتمبر 2023؛ تقديرًا لجهوده في خدمة الثقافة، وتثمينًا لجهوده في خدمة الأدب السعودي.

## وصلات خارجية
- أ.د. صالح معيض الغامدي